# Voetbalelftal van Bosnië en Herzegovina in 2007
Het Bosnisch voetbalelftal speelde in totaal negen interlands in het jaar 2007, waaronder acht wedstrijden in de kwalificatiereeks voor de EK-eindronde 2008 in Oostenrijk en Zwitserland. De ploeg stond onder leiding van Fuad Muzurović, die de ploeg eerder van 1995 tot en met 1997 onder zijn hoede had gehad. Hij was de opvolger van de eind 2006 opgestapte Blaž Slišković. Op de in 1993 geïntroduceerde FIFA-wereldranglijst steeg Bosnië in 2007 van de 58ste (januari 2007) naar de 51ste plaats (december 2007).

## Balans
| Wedstrijden | Wedstrijden | Wedstrijden | Wedstrijden | Doelpunten | Doelpunten | Doelpunten | Punten |
| Gespeeld    | Winst       | Gelijk      | Verlies     | Voor       | Tegen      | Saldo      | Punten |
| ----------- | ----------- | ----------- | ----------- | ---------- | ---------- | ---------- | ------ |
| 9           | 3           | 0           | 6           | 11         | 16         | –5         | 0.667  |

## Interlands
|                                                            |                       |       |                                              |                                                                              |
| 24 maart EK-kwalificatie № 99 «onderlinge duels» 19:05 uur | Noorwegen             | 1 – 2 | Bosnië en Her.                               | Ullevaal Stadion, Oslo Toeschouwers: 16.987 Scheidsrechter: Mike Riley (ENG) |
| 24 maart EK-kwalificatie № 99 «onderlinge duels» 19:05 uur | John Carew 50' (pen.) |       | 18' Zvjezdan Misimović 33' Zlatan Muslimović | Ullevaal Stadion, Oslo Toeschouwers: 16.987 Scheidsrechter: Mike Riley (ENG) |

|                                                           |                                                         |       |                                    |                                                                                      |
| 2 juni EK-kwalificatie № 100 «onderlinge duels» 20:00 uur | Bosnië en Herz.                                         | 3 – 2 | Turkije                            | Koševo Stadion, Sarajevo Toeschouwers: 34.000 Scheidsrechter: Peter Fröjdfeldt (SWE) |
| 2 juni EK-kwalificatie № 100 «onderlinge duels» 20:00 uur | Zlatan Muslimović 27' Edin Džeko 45' Adnan Čustović 90' |       | 13' Hakan Şükür 39' Sabri Sarıoğlu | Koševo Stadion, Sarajevo Toeschouwers: 34.000 Scheidsrechter: Peter Fröjdfeldt (SWE) |

|                                                           |                      |       |       |                                                                                   |
| 6 juni EK-kwalificatie № 101 «onderlinge duels» 20:15 uur | Bosnië en Herz.      | 1 – 0 | Malta | Koševo Stadion, Sarajevo Toeschouwers: 10.000 Scheidsrechter: Ceri Richards (WAL) |
| 6 juni EK-kwalificatie № 101 «onderlinge duels» 20:15 uur | Zlatan Muslimović 6' |       |       | Koševo Stadion, Sarajevo Toeschouwers: 10.000 Scheidsrechter: Ceri Richards (WAL) |

|                                                                  |                                                                   |       |                                                                             |                                                                                   |
| 22 augustus Vriendschappelijk № 102 «onderlinge duels» 19:30 uur | Bosnië en Herz.                                                   | 3 – 5 | Kroatië                                                                     | Koševo Stadion, Sarajevo Toeschouwers: 20.000 Scheidsrechter: Damir Skomina (SLO) |
| 22 augustus Vriendschappelijk № 102 «onderlinge duels» 19:30 uur | Zlatan Muslimović 40' Zlatan Muslimović 70' Zlatan Muslimović 77' |       | 18' Eduardo 35' Darijo Srna 72' Robert Kovač 74' Darijo Srna 81' Niko Kovač | Koševo Stadion, Sarajevo Toeschouwers: 20.000 Scheidsrechter: Damir Skomina (SLO) |

|                                                                |                        |       |                |                                                                                            |
| 8 september EK-kwalificatie № 103 «onderlinge duels» 20:00 uur | Hongarije              | 1 – 0 | Bosnië en Her. | Sóstói Stadion, Székesfehérvár Toeschouwers: 11.000 Scheidsrechter: Matteo Trefoloni (ITA) |
| 8 september EK-kwalificatie № 103 «onderlinge duels» 20:00 uur | Zoltán Gera 39' (pen.) |       |                | Sóstói Stadion, Székesfehérvár Toeschouwers: 11.000 Scheidsrechter: Matteo Trefoloni (ITA) |

|                                                                 |                 |                  |          |                                                                                 |
| 12 september EK-kwalificatie № 104 «onderlinge duels» 20:00 uur | Bosnië en Herz. | 0 – 1            | Moldavië | Koševo Stadion, Sarajevo Toeschouwers: 4.000 Scheidsrechter: Jouni Hyytiä (FIN) |
| 12 september EK-kwalificatie № 104 «onderlinge duels» 20:00 uur |                 | 22' Igor Bugaiov |          | Koševo Stadion, Sarajevo Toeschouwers: 4.000 Scheidsrechter: Jouni Hyytiä (FIN) |

|                                                               |                                                                   |       |                                      | |
| 13 oktober EK-kwalificatie № 105 «onderlinge duels» 19:30 uur | Griekenland                                                       | 3 – 2 | Bosnië en Her.                       | Olympisch Stadion Spyridon Louis, Athene Toeschouwers: 15.000 Scheidsrechter: Grzegorz Gilewski (POL) |
| 13 oktober EK-kwalificatie № 105 «onderlinge duels» 19:30 uur | Angelos Charisteas 10' Theofanis Gekas 57' Nikos Liberopoulos 72' |       | 54' Mirko Hrgović 90' Vedad Ibišević | Olympisch Stadion Spyridon Louis, Athene Toeschouwers: 15.000 Scheidsrechter: Grzegorz Gilewski (POL) |

|                                                               |                 |                                     |           |                                                                                     |
| 17 oktober EK-kwalificatie № 106 «onderlinge duels» 19:30 uur | Bosnië en Herz. | 0 – 2                               | Noorwegen | Koševo Stadion, Sarajevo Toeschouwers: 15.000 Scheidsrechter: Stéphane Lannoy (FRA) |
| 17 oktober EK-kwalificatie № 106 «onderlinge duels» 19:30 uur |                 | 5' Erik Hagen 75' Bjørn Helge Riise |           | Koševo Stadion, Sarajevo Toeschouwers: 15.000 Scheidsrechter: Stéphane Lannoy (FRA) |

|                                                                |                   |       |                |                                                                                           |
| 21 november EK-kwalificatie № 107 «onderlinge duels» 20:00 uur | Turkije           | 1 – 0 | Bosnië en Her. | Ali Sami Yen Stadion, Istanboel Toeschouwers: 24.000 Scheidsrechter: Eric Braamhaar (NED) |
| 21 november EK-kwalificatie № 107 «onderlinge duels» 20:00 uur | Nihat Kahveci 43' |       |                | Ali Sami Yen Stadion, Istanboel Toeschouwers: 24.000 Scheidsrechter: Eric Braamhaar (NED) |

## FIFA-wereldranglijst
| JAN | FEB | MAR | APR | MEI | JUN | JUL | AUG | SEP | OKT | NOV | DEC |
| --- | --- | --- | --- | --- | --- | --- | --- | --- | --- | --- | --- |
| 58  | 55  | 58  | 47  | 48  | 28  | 27  | 25  | 39  | 48  | 51  | 51  |

## Statistieken
| Adnan Gušo         | 1975-11-30 | Olympiakos Nicosia   | 9 | 0 | 0 |
| Denis Mujkić       | 1983-09-02 | Jedinstvo Bihać      | 1 | 0 | 0 |
| Muhamed Alaim      | 1981-02-10 | FK Sarajevo          | 0 | 1 | 0 |
| Verdediging        |            |                      |   |   |   |
| Branimir Bajić     | 1979-10-19 | TuS Koblenz          | 8 | 0 | 0 |
| Džemal Berberović  | 1981-11-05 | Litex Lovech         | 7 | 0 | 0 |
| Safet Nadarević    | 1980-08-30 | NK Zagreb            | 5 | 1 | 0 |
| Ivan Radeljić      | 1980-09-14 | Energie Cottbus      | 5 | 1 | 0 |
| Samir Merzić       | 1984-06-29 | FK Teplice           | 2 | 1 | 0 |
| Vedin Musić        | 1973-03-11 | Padova Calcio        | 2 | 1 | 0 |
| Boris Pandža       | 1986-12-15 | Hajduk Split         | 1 | 1 | 0 |
| Kenan Čejvanović   | 1986-08-09 | Sloboda Tuzla        | 1 | 0 | 0 |
| Elmir Kuduzović    | 1985-02-28 | FK Željezničar       | 1 | 0 | 0 |
| Josip Lukačević    | 1983-11-03 | Čelik Zenica         | 1 | 0 | 0 |
| Mijo Studenović    | 1985-10-07 | NK Slavonac          | 1 | 0 | 0 |
| Veldin Muharemović | 1984-12-06 | KSC Lokeren          | 0 | 3 | 0 |
| Middenveld         |            |                      |   |   |   |
| Zvjezdan Misimović | 1982-06-05 | 1. FC Nürnberg       | 8 | 0 | 1 |
| Elvir Rahimić      | 1976-04-04 | CSKA Moskou          | 7 | 0 | 0 |
| Darko Maletić      | 1980-10-20 | Partizan Belgrado    | 6 | 1 | 0 |
| Mirko Hrgović      | 1979-02-05 | Hajduk Split         | 6 | 0 | 1 |
| Dario Damjanović   | 1981-07-23 | Hajduk Split         | 4 | 1 | 0 |
| Dragan Blatnjak    | 1981-08-01 | FK Khimki            | 4 | 0 | 0 |
| Branislav Krunić   | 1979-01-28 | FK Moskou            | 4 | 0 | 0 |
| Zajko Zeba         | 1983-05-22 | KAMAZ Naberezjnye    | 2 | 2 | 0 |
| Sejad Salihović    | 1984-10-08 | TSG Hoffenheim       | 1 | 2 | 0 |
| Senijad Ibričić    | 1985-09-26 | NK Zagreb            | 1 | 1 | 0 |
| Edin Husić         | 1985-11-10 | Cibalia Vinkovci     | 1 | 0 | 0 |
| Đorđe Kamber       | 1983-11-20 | Diósgyõri VTK        | 1 | 0 | 0 |
| Jasmin Moranjkić   | 1983-10-11 | Čelik Zenica         | 1 | 0 | 0 |
| Admir Vladavić     | 1982-06-29 | MŠK Žilina           | 1 | 0 | 0 |
| Mario Božić        | 1983-05-25 | Újpest FC            | 0 | 1 | 0 |
| Semir Štilić       | 1987-10-08 | FK Željezničar       | 0 | 1 | 0 |
| Aanval             |            |                      |   |   |   |
| Zlatan Muslimović  | 1981-03-06 | Atalanta Bergamo     | 8 | 0 | 6 |
| Edin Džeko         | 1986-03-17 | VfL Wolfsburg        | 4 | 3 | 1 |
| Vedad Ibišević     | 1984-08-06 | TSG Hoffenheim       | 2 | 5 | 1 |
| Adnan Čustović     | 1978-04-14 | Excelsior Mouscron   | 2 | 3 | 1 |
| Eldin Adilović     | 1986-02-08 | Interblock Ljubljana | 1 | 0 | 0 |
| Said Husejinović   | 1988-07-10 | Sloboda Tuzla        | 1 | 0 | 0 |
| Damir Tosunović    | 1986-10-18 | Sloboda Tuzla        | 1 | 0 | 0 |
| Mladen Bartolović  | 1977-04-10 | Hajduk Split         | 0 | 2 | 0 |
| Emir Hadžić        | 1984-07-19 | Čelik Zenica         | 0 | 1 | 0 |
| Haris Handžić      | 1990-02-22 | FK Sarajevo          | 0 | 1 | 0 |
| Vladimir Karalić   | 1984-03-22 | GOŠK Gabela          | 0 | 1 | 0 |

N/FS BiH · A-internationals · Bondscoaches · Statistieken · Bosnisch vrouwenelftal · Bosnië U23 · Bosnië U21 · Bosnië U19 · Bosnië U18 · Bosnië U17 · Bosnië U16
1995 – 1999 ·
2000 – 2009 ·
2010 – 2019 ·
2020 − 2029
WK 2014
1995 · 
1996 · 
1997 · 
1998 · 
1999 · 
2000 · 
2001 · 
2002 · 
2003 · 
2004 · 
2005 · 
2006 · 
2007 · 
2008 · 
2009 · 
2010 · 
2011 · 
2012 · 
2013 · 
2014 · 
2015 · 
2016 · 
2017 · 
2018 ·
2019 ·
2020 ·
2021 ·
2022 ·
2023 ·
2024
Albanië ·
Algerije ·
Andorra ·
Argentinië ·
Armenië ·
Azerbeidzjan ·
Bahrein ·
Bangladesh ·
België ·
Brazilië · 
Bulgarije ·
Chili ·
China ·
Costa Rica ·
Cyprus ·
Denemarken ·
Duitsland ·
Egypte ·
Engeland ·
Estland ·
Faeröer ·
Finland ·
Frankrijk ·
Georgië ·
Ghana ·
Gibraltar ·
Griekenland ·
Hongarije ·
Ierland · 
IJsland ·
Indonesië ·
Iran ·
Israël ·
Italië ·
Ivoorkust ·
Japan ·
Joegoslavië · 
Jordanië ·
Kazachstan ·
Koeweit ·
Kroatië ·
Letland ·
Liechtenstein ·
Litouwen ·
Luxemburg ·
Maleisië ·
Malta ·
Mexico ·
Moldavië ·
Montenegro ·
Nederland ·
Nigeria ·
Noord-Ierland ·
Noord-Macedonië ·
Noorwegen ·
Oekraïne ·
Oezbekistan ·
Oman ·
Oostenrijk ·
Paraguay ·
Polen ·
Portugal ·
Qatar ·
Roemenië ·
San Marino ·
Schotland ·
Senegal ·
Servië en Montenegro ·
Slovenië ·
Slowakije ·
Spanje ·
Tsjechië ·
Tunesië · 
Turkije ·
Verenigde Staten · 
Vietnam ·
Wales ·
Wit-Rusland ·
Zimbabwe ·
Zuid-Korea ·
Zweden ·
Zwitserland
Argentinië (2014) ·
Iran (2014) ·
Nigeria (2014)